# Aleuroparadoxus gardeniae
Aleuroparadoxus gardeniae là một loài côn trùng cánh nửa trong họ Aleyrodidae, phân họ Aleyrodinae.
Aleuroparadoxus gardeniae được Russell miêu tả khoa học đầu tiên năm 1947.